# Handelsskib
Handelsskib, et fartøj til transport af forskelligt gods som stykgods, bulkgods, gas eller i flydende form, olie, vin etc.
Vikingetidens handelsskib, knarren var et åbent fartøj bygget af træ med sejl og årer til fremdrift. Det var sødygtigt og rummeligt og dermed velegnet som handelsskib – ikke kun i kystfart men også til oversøisk handel.
Middelalderens handelsskibe blev i Europa ligeledes bygget af træ og drevet frem med sejl eller årer. Skibene blev bygget med et vejrdæk, så skibets lastrum kunne lukkes helt.
Moderne handelsskibe bygges i stål og drives frem af en dieselmotor med skibsskrue. 
Stykgodsskibe har mange lastrum og mellemdæk, hvor gods kan anbringes og surres. Godset kan være pakket i kasser, tønder, på paller eller i containere. 
Et containerskib er en specialiseret udgave af stykgodsskibet, hvor alt gods er stuvet i containere af standardiseret størrelse. 
Massegodsskibe (en: bulk carrier) har få store lastrum, hvor godset, som eksempelvis kan være kul, korn etc., anbringes i løs vægt, enten i tanke på tankskibe eller i tørlastrum på bulk carriers.
Nogle handelsskibe sejler i linjefart og har en sejlplan i lighed med en færge, mens andre sejler i trampfart, hvor skibet dirigeres derhen, hvor den største fortjeneste kan opnås i øjeblikket.